# Олни (Тексас)
Олни (енгл. Olney) град је у америчкој савезној држави Тексас. По попису становништва из 2010. у њему је живело 3.285 становника.

## Демографија
Према попису становништва из 2010. у граду је живело 3.285 становника, што је 111 (3,3%) становника мање него 2000. године.
| Група             | 2000.         | 2010.         |
| Белци             | 2.763 (81,4%) | 2.467 (75,1%) |
| Афроамериканци    | 84 (2,5%)     | 73 (2,2%)     |
| Азијати           | 4 (0,1%)      | 14 (0,4%)     |
| Хиспаноамериканци | 490 (14,4%)   | 676 (20,6%)   |
| Укупно            | 3.396         | 3.285         |